# Mont du Petit Valier
Le mont du Petit Valier, aussi appelé Échine d'Âne, est une montagne française culminant à 2 736 mètres d'altitude dans les Pyrénées ariégeoises.
Il se situe sur la ligne de crête du mont Valier, point culminant du massif du Mont-Valier avec 2 838 mètres, à une distance de 600 m plus au sud. C'est le deuxième sommet de la crête et du massif, ce qui lui vaut le nom de Petit Valier.

## Géographie

### Topographie
Le sommet est séparé du mont Valier, au nord, par le col de Faustin (2 651 m).

### Climat
Le climat est de type montagnard atlantique.
Parmi les 28 balises Nivôse de Météo-France, deux se trouvent en Ariège, dont celle du port d'Aula à 2 140 m pour le Couserans, proche du mont du Petit Valier vers l'est.

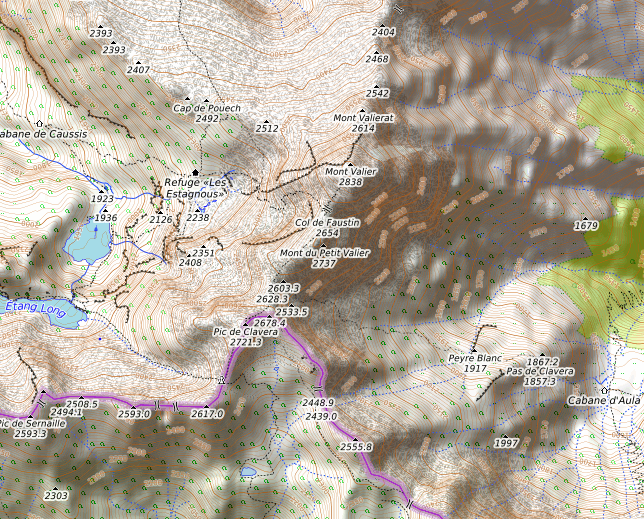
Carte topographique.
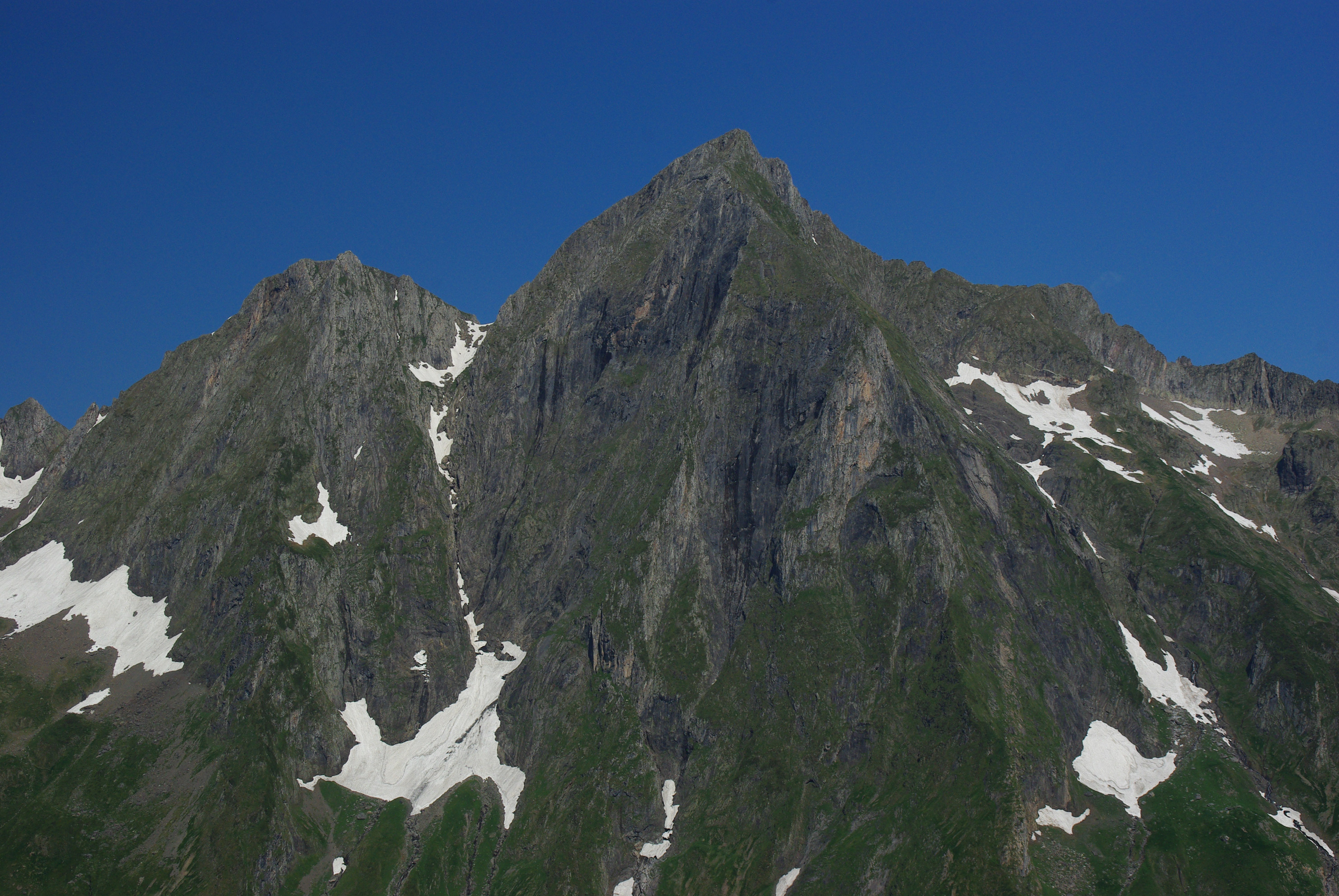
Le mont du Petit Valier à gauche et le mont Valier au centre.

## Activités

### Randonnée
L'accès au mont du Petit Valier se fait par le nord-est en empruntant un sentier depuis le refuge des Estagnous.